# Hoisdorf
Hoisdorf er en by og kommune i det nordlige Tyskland, beliggende Amt Siek under Kreis Stormarn. Kreis Stormarn ligger i den sydøstlige del af delstaten Slesvig-Holsten.

## Geografi
Hoisdorf ligger omkring 5 km øst for Ahrensburg og ca. 30 km nordøst for Hamborg. Motorvejen A1 danner en del af den vestlige kommunegrænse.